# J'ai deux amours (chanson)
Pour les articles homonymes, voir J'ai deux amours.
J’ai deux amours est une chanson interprétée en 1930 par Joséphine Baker (accompagnée par Adrien Lamy), avec des paroles de Géo Koger et d'Henri Varna sur une musique de Vincent Scotto. L'enregistrement de 1930 est accompagné par le Mélodie Jazz du Casino de Paris sous la direction de M. Edmond Mahieux.

## Histoire
La revue Paris qui remue du Casino de Paris ayant lieu en même temps que l'Exposition coloniale, célébration grandiloquente de l'empire colonial français, le thème du spectacle fut tout trouvé.
Outre La Petite Tonkinoise, ressortie pour l'occasion, Vincent Scotto écrivit pour Joséphine Baker J'ai deux amours, jouant à la fois sur son statut exotique d'étrangère et sur son attachement profond à sa ville adoptive. C'était la première fois que Joséphine chantait en public et le succès fut immédiat. J'ai deux amours devint par la suite sa chanson fétiche.
Après-guerre, Joséphine Baker, qui avait pris ses distances, au propre et au figuré, avec les États-Unis, modifia légèrement le deuxième vers du refrain : « J'ai deux amours, mon pays c'est Paris… ».
Joséphine Baker réenregistre la chanson en 1953 avec l'orchestre de Jo Bouillon.
C’est la chanson de Joséphine Baker, et jusqu’à la fin de sa vie, lorsqu’elle pénètre sur une scène, un plateau de télévision ou même dans un restaurant ou une boîte de nuit, l’orchestre s’arrête et se met à jouer invariablement les premières mesures du thème de cette chanson. Une scène de ce type est reprise dans le film La Rumba, la chanteuse Vivian Reed (en), jouant le rôle de Joséphine Baker.

## Reprises
La chanson a été samplée par MC Jean Gab'1 dans le titre Mes 2 amours, issu de son album Ma vie (2003).
En France, le titre est interprété par la chanteuse Zaz dans son album Paris, sorti en 2014 et par Cubalibregrupo dans son album franco cubain "Capitan" sorti en 2020 chez Aurasky . Le chanteur allemand Max Raabe a enregistré la chanson avec un texte allemand dans son album Über das Meer sous le titre Ich bin ja nur eine Laune von dir. Le chanteur Polonais Mieczysław Fogg a enregistré la chanson avec un texte polonais sous le titre Mały biały domek.
La chanson a également été reprise en 2004 par Madeleine Peyroux dans son album Careless Love, et en 2005 par Dee Dee Bridgewater dans son album J'ai deux amours.
Dans la vidéo Les Chansons rétros du groupe d'humoristes Les Inconnus, la chanson de Joséphine Baker J'ai deux amours est parodiée par Pascal Légitimus.
La chanson est adaptée en anglais par Barry Trivers et Jack Murray sous le titre Two Loves Have I, et enregistrée par Ted Black and His Orchestra en  1931, puis par Nat King Cole, Dean Martin, Perry Como, Frankie Laine, Big Joe Turner, The Diamonds et beaucoup d'autres. Elle est notamment reprise lors d'une pub pour les JO 2024 à Paris.
Natasha St-Pier revisite le titre en 2025 dans son album Ma Plus Belle Histoire D'amour, consacré aux plus grandes chansons du patrimoine musical francophone.

## Au cinéma
La version originale de Joséphine Baker a été utilisée dans le film On connaît la chanson d'Alain Resnais en 1997 : le film commence par un coup de fil reçu d'Hitler par Von Choltitz, gouverneur du « Groß Paris », avec pour ordre de détruire la capitale. Tiraillé par le doute, il enchaîne aussitôt par J’ai deux amours.
La chanson est fredonnée a cappella dans Travail d'arabe par Jeanne Dhivers (2003).
La version de Madeleine Peyroux a été reprise dans From Paris with Love réalisé par Pierre Morel en 2010, puis dans le générique de fin de Diplomatie (2014).